# 康毅
康毅（1924年—），原名张大鹤，男，奉天（今辽宁）沈阳人，中国航空发动机专家，曾任624所所长、科学技术委员会主任、研究员。